# Der Bulle von Tölz: Die Leonhardifahrer
Die Leonhardifahrer ist ein deutscher Fernsehfilm von Wolfgang F. Henschel aus dem Jahr 2008 nach einem Drehbuch von Doris Jahn. Es ist die 66. Folge der Krimiserie Der Bulle von Tölz mit Ottfried Fischer als Hauptdarsteller in der Rolle des Hauptkommissars Benno Berghammer. Die Erstausstrahlung erfolgte am 27. Mai 2008 auf ORF 1.

## Handlung
Wenige Tage vor der Tölzer Leonhardifahrt macht ein Wasserrohrbruch die Pension von Benno Berghammers Mutter unbewohnbar. Dem Kommissar war nicht bewusst, dass er im Oktober die Wasserleitung nach draußen wegen Frostgefahr hätte abdrehen müssen. Bisher hat sich immer seine Mutter darum gekümmert, doch sie weilt auf Mallorca. Als die Reparaturarbeiten beginnen, wird Berghammer zu einem Tatort gerufen. Beim Opfer handelt es sich um den 35-jährigen Lehrer Uwe Binder; die Todesursache ist ein Steckschuss ins Herz.
Binder hatte seit gut drei Monaten ein Verhältnis mit Tatjana Moosleitner. Er wollte ihren wenig begeisterten Vater für sich gewinnen und bot sich an, Rosenkraut vom Berg zu holen. Franz Moosleitner nahm ihn schließlich mit auf die Tour und borgte ihm wegen der Kälte seine Jacke. Er machte einen Abstecher zur Sennhütte der Aussteigerfamilie Gorschlüter aus Bochum, während Uwe Binder sich ans Pflücken machte. Kurz darauf hörte Moosleitner einen Schuss. Er eilte nach draußen und fand Binder tot auf.
Franz Moosleitner ist davon überzeugt, dass der Schuss eigentlich ihm gegolten hat und sein Knecht Xaver Aufhauser der Täter ist. Dieser habe einen Hass auf ihn, weil er befürchte, er werde vom Hof vertrieben. Aufhauser sagt gegenüber Benno Berghammer aus, Franz Moosleitner wolle ihn schon lange vom Hof werfen, aber er besitze ein Dokument, das ihm ein lebenslanges Bleiberecht zusichere.
Kommissarin Nadine Richter findet heraus, dass Uwe Binder verheiratet war, wovon Tatjana Moosleitner aber nichts wusste. Laut seiner Ehefrau Karola Proske haben sie und ihr Mann sich nicht mehr so nahegestanden und haben getrennt gelebt.
Franz Moosleitner zufolge soll Xaver Aufhauser nur für die Zeit der Renovierung des Austragshäuschens in Gorschlüters Sennerhaus wohnen. Er könne seinem Knecht kein Gästezimmer geben, wegen der bevorstehenden Leonhardifahrt sei in Bad Tölz alles ausgebucht. Davon kann sich Benno Berghammer selbst überzeugen, denn als er für sich eine Bleibe sucht, bekommt er als heißen Tipp die „Pension Resi“ empfohlen. Notgedrungen fragt er seine Kollegin, die ihn gerne bei sich aufnimmt – allerdings nicht sofort, erst will sie ihre Wohnung „Benno-gerecht“ machen.
Die Pastoralreferentin Maria Mittendorfer, die vor einem Jahr Benno Berghammer und seine Kollegin Sabrina Lorenz bei der Aufklärung des Mordes im Kloster St. Ehrentraud tatkräftig unterstützt hat und anschließend nach Bolivien versetzt wurde, ist nach Bad Tölz zurückgekehrt und im Pfarrhaus eingezogen. Sie und der Kommissar haben sich seinerzeit ineinander verliebt, sind aber durch die Versetzung getrennt worden. Auf der Suche nach ihr trifft er in der Kirche auf Prälat Hinter, der verzweifelt versucht, Xaver Aufhauser zu beruhigen, der die Statue des Heiligen Leonhard um Vergebung anfleht und nicht ansprechbar ist. Berghammer hebt ein Projektil auf, das Aufhauser aus der Tasche gefallen ist, und bittet Hinter, ihn sofort anzurufen, sobald der Mann wieder vernehmungsfähig ist. Da Aufhauser dem Prälaten später erzählt, er habe gewildert, aber danebengeschossen, verzichtet dieser darauf, den Kommissar zu informieren. Stattdessen bittet er den ahnungslosen Polizisten Schmidt, Aufhauser zu Gorschlüters Sennerhütte zu bringen.
Benno Berghammer trifft Maria Mittendorfer zufällig bei Moosleitners und erfährt, dass sie entfernte Verwandte von ihr sind und Xaver Aufhauser ein uneheliches Kind von Tatjanas Urgroßvater ist. Als sie dem Kommissar mitteilt, dass sie im Pfarrhaus ein Zimmer für ihn organisiert hat, ist er hocherfreut und sagt seiner Kollegin ab.
Polizist Schmidt soll Aufhauser von der Sennerhütte abholen, doch der Knecht ist verschwunden. Sicherheitshalber erhält Franz Moosleitner eine schusssichere Weste und darf das Haus nicht verlassen, solange Aufhauser frei herumläuft.
Maria Mittendorfer informiert Benno Berghammer telefonisch darüber, dass Xaver Aufhauser am „10-Gebote-Baum“ vor der Kirche steht. Als die Kommissare dort eintreffen, gesteht er unter Tränen, er habe Uwe Binder erschossen; eigentlich hätte es Franz Moosleitner erwischen sollen. Nach der Festnahme verabschiedet sich Maria Mittendorfer von Benno Berghammer, der etwas enttäuscht ist, weil sie ab sofort im Frauenstift übernachtet.
Bei der Einvernahme gibt Xaver Aufhauser als Grund für die Tat an, Franz Moosleitner habe ihn aus seinem Häuschen vertreiben wollen, das Bleiberecht sei ihm egal gewesen. Die ballistische Untersuchung von Aufhausers Jagdgewehr und der Munition hat ergeben, dass der Mord mit dieser Waffe begangen wurde; die Fingerabdrücke stammen ausschließlich von Xaver Aufhauser und Nadine Richter. Der Fall scheint gelöst, dennoch ist Kommissar Berghammer nicht zufrieden; ihm ist die Sache zu einfach.
Als Franz Moosleitner seinen Anfangsverdacht endlich bestätigt sieht, leitet er in die Wege, dass die Renovierungsarbeiten nach den alten Plänen fortgesetzt werden. Diese sind drei Jahre alt und sehen vor, dass an die Stelle des Austragshäuschens eine Saunalandschaft gebaut wird. Moosleitner hat also die Renovierung und die vorübergehende Ausquartierung gegenüber Xaver Aufhauser nur angeleiert, um den Knecht zu einer Straftat zu provozieren, wodurch er – wie in der Urkunde zu lesen ist – sein Wohnrecht verwirkt. Moosleitner musste nur noch dafür sorgen, dass seine markante Jacke im richtigen Augenblick den Besitzer wechselt.
Tatjana Moosleitner, die eine Unterhaltung zwischen den Kommissaren belauscht hat, stellt ihren Vater mit vorgehaltener Waffe zur Rede. Er gibt zu, dass er seine Jacke an Uwe Binder übergeben hat, damit Xaver Aufhauser auf den Falschen schießt; dass er auch trifft, hat er ihm angeblich nicht zugetraut. Nadine Richter und Benno Berghammer kommen hinzu und halten Tatjana Moosleitner von dem Vorhaben ab, ihren Vater zu erschießen. Franz Moosleitner wird wegen Anstiftung und Beihilfe zum Mord festgenommen.

## Hintergrund
Die Dreharbeiten erfolgten in Bad Tölz, unter anderem in der Franziskanerkirche; als Schauplatz für die „Pension Resi“ diente das Hollerhaus Irschenhausen.

## Kritik
Die Programmzeitschrift TV Spielfilm schreibt: „Nach einer halben Stunde kommen dann doch noch einige Lacher, zuvor amüsiert in dieser müden, holprig konstruierten Folge bestenfalls das Chargieren mancher Nebendarsteller.“ Fazit: „Krause Geschichte, überdreht gespielt.“